# Neoplan N1216
Neoplan N1216 (також Neoplan Cityliner-2006) — найсучасніша модифікація автобусів Neoplan Cityliner, що випускається з 2006 року компанією Neoplan Bus Gmbh. Цей 13-метровий туристичний лайнер є найсучаснішим з ряду туристичних коучів Neoplan, має чимало переваг та інновацій, футуристичний та оригінальний дизайн а також особливо високий комфорт для водіїв та перевезень пасажирів на далекі відстані. Має подібні до себе моделі Neoplan N3516 і Neoplan Tourliner.

## Модифікації
Neoplan N1216 випускається у 3 модифікаціях:
- Neoplan N1216 — базова 12,24 метрова двохосна модель, нормальної місткості
- Neoplan N1216C — 12,99-метровий тривісний автобус, нормальної місткості
- Neoplan N1216L — 13,99-метровий тривісний лайнер, підвищеної місткості

## Описання моделі

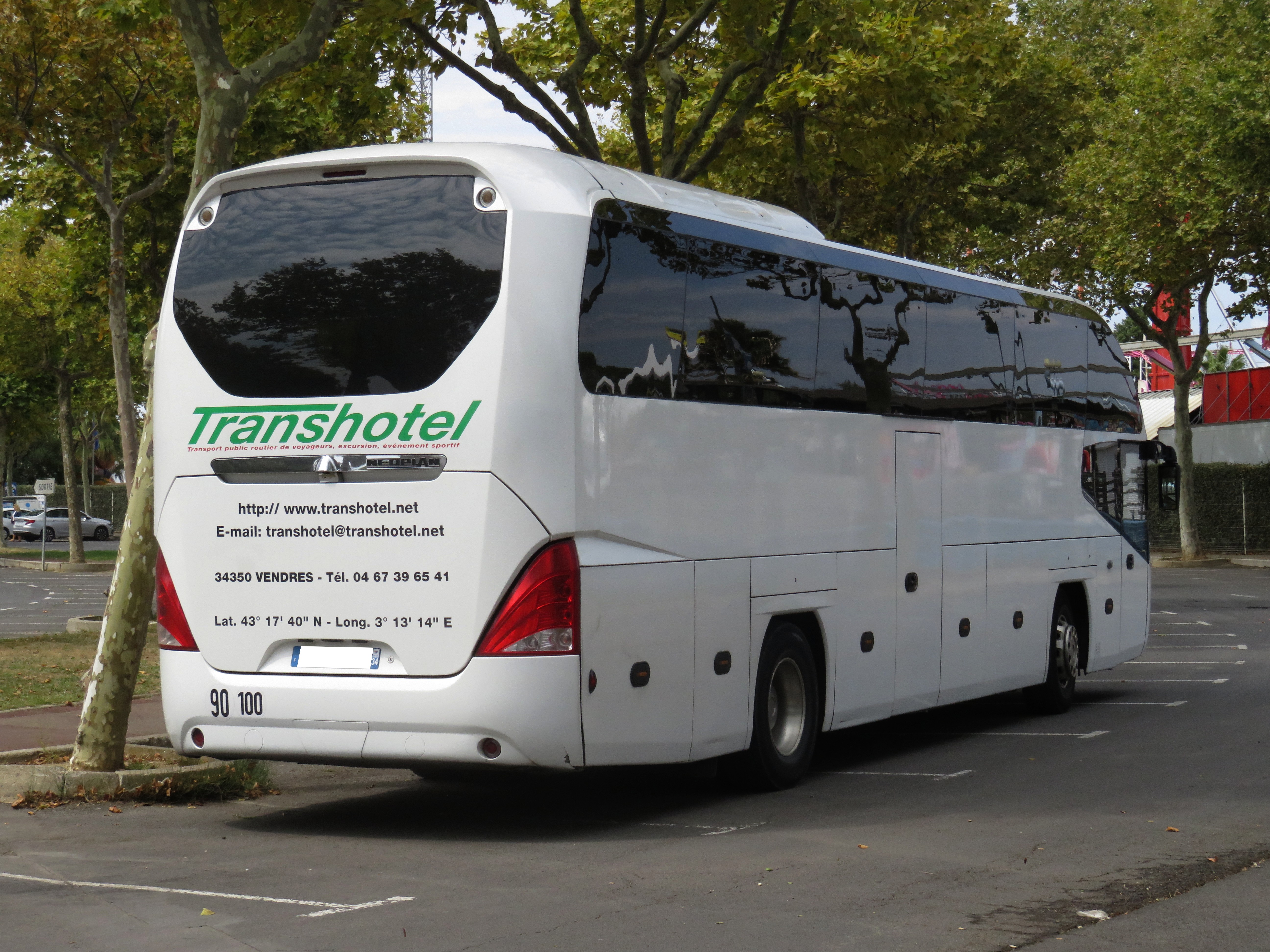
Neoplan N1216

Автобус Neoplan N1216 є лайнером комфорту VIP-Class, габарити автобуса такі: у довжину модель автобуса N1216 варіюється від 12,4 до 13,9 метрів (це залежить від модифікації Neoplan Cityliner-2006); у висоту автобус 3,75 метра, хоча він «півтораповерховий» і у ширину 2,55 метра. Дизайн кузова автобуса є дуже футуристичним, кузову лайнера притаманні округлі форми зі згладжуванням на кутах; кузов автобуса зроблений з неіржавкої сталі і покритий металопластиком як вторинне покриття; кузов вагонного компонування, тримального типу. Передок автобуса розділений по висоті надвоє «бровами», щоправда набагато меншими і тоншими ніж у інших Neoplan'ів такого ж стилю, розділене по висоті і́ вітрове скло. Світлотехніка на передку представлена чотирма округлими фарами з кожного боку (разом 8 освітніх); фари зверху покриті лінзовим склом, що значно збільшує далекоглядність світлотехніки. Протитуманні фари розташовані на бампері; бампер приєднаний до кузова, окреслений нечітко. Емблема Neoplan розташовується посередині радіатора, який закритий лискучим свтловідбивним металевим листом. Такий дизайн передка додає автобусові ще більш футуристичний вигляд. Нижнє і верхнє вітрові стекла панорамні, склоочисники нижнього сховані під панель, що розміщена над фарами. Склоочисник верхнього лобового скла є лише один проте він великого розміру і очищує майже усе верхнє лобове вікно від опадів. Боки автобуса теж з неіржавкої сталі, багажні відсіки з'єднані між собою і дуже місткі від 10,4 до 11,4 м³. У автобуса є по боках чимало відкидних відсіків, у яких можуть триматися різні предмети, вода для охолодження двигуна, речі для миття автобуса, додаткові відсіки для багажу тощо. Колісні арки (тобто вирізи у кузові для коліс) цілком квадратні (подібні до колісних арок Neoplan Jumbocruiser); у автобуса є дві або три осі (залежить від модифікації). Усі колеса автобуса дискові, розміром 295/80 R×22,5. Бокові дзеркала зовнішнього виду можуть зніматися або перекручуватися на іншу позицію, вони великого розміру з пластиковою окантовкою у стилі «вуха зайця». Двигун автобуса розташовується за задньою панеллю, за виведення газів відповідає 1 велика вихлопна труба з потужним глушником. Дизайн задньої панелі автобуса теж має незвичний і футуристичний дизайн. Задній бампер чіткоокреслений; задній «номер» прикріплений на спеціальному виступі у відкидної панелі, що веде до двигуна. Задні фари мають лінзове покриття, усі фари розташовуються одна під одною, зрізаючись під кутом (дивлячись вгору). Над відкидною панеллю на задку прикріплена емблема Neoplan, наявне заднє скло на якому зазвичай приклеюють «зірки» комфорту, зручності автобуса, його системи і обмеження швидкості руху у 80 або 100 км/год. Дверей у автобуса 2: передні двері розташовуються навпроти місця водія, середні розташовані у «базі»; двері відкриваються паралельно до кузова; скління мають лише передні двері; стекла дверей теж тоновані, також є ручний привод відкривання дверей у разі несправності. Нагору до салону у автобуса ведуть 3 сходинки (передні двері) і 5 (середні двері); сходинки травмобезпечні. Салон автобуса виконано з найвищим комфортом та найсучаснішим дизайном. Настил підлоги автобуса з якісного і тривкого лінолеуму, оббитого ворсом у деяких місцях (наприклад сходинки оббиті їм для підвищення безпеки). Сидіння пасажирів шикарні, з різних синтетичних матеріалів. Ширина між рядами дуже велика, тому у пасажирів немає таких незручностей як вузький прохід між рядами. Спинки крісел обладнані відкидним пластиковим столиком світлого кольору, також сітками для тримання невеликих речей і розкладною педаллю для ніг, що може забиратися і розсуватися. У кожного сидіння є робочий ремінь безпеки (пасажири можуть його надягати за потреби а водії — мусять оскільки це обов'язково) і дугоподібний підлокітник для кожного пасажира. Сидіння 1, 2, 3 і 4 (найперші) не мають такої вади як вузькість проходу, мають встановлений міністолик на усю довжину 2 сидінь, педаль для ніг і сітку для тримання речей. Усього рядів у автобуса 12—14 штук, з самого заду є 5 крісел, що утворюють «задній диван». Вікна автобуса затоновані синім кольором (хоча ззовні він здається чорним)  також є завіски з клепками закріплення одної завіски з іншою. Вгорі наявна панель куди пасажири можуть класти дорожні сумки. Над сидіннями є індивідуальний кондиціонер, індивідуальна підсвітка. Кондиціонування у салоні є штучне (індивідуальне), через люки і панельне. Обігрів рідинний, розповсюджується за допомогою спеціального вентилятора або по панелях з лівого та правого боків автобуса усередині. Стеля дуже висока, тому лайнер вкрай зручний для людей високого зросту. Підсвітка у салоні здійснюється за допомогою великих плафонових ламп. Зручностей і переваг у цього лайнера досить багато, є рідкокристалічні Video-CD телевізори, що включаються водіями з водійського місця, а показ фільмів та інших передач також передається і на невеликих відкидний телевізор на панелі приборів. Також у автобуса є термометр (один у салоні, прикріплений на стіні інший на панелі керування), великий цифровий годинник. Місце водія також виконане з підвищеним дизайном: крісло водія комфортабельне; кермова колонка травмобезпечна, кермо ZF Servocom з гідропідсилювачем що робить керування автобусом легким. Панель приладів зроблена у стилі напівкругу «торпедо», клавіші на панелі легко читаються, стрілкові показникові прилади мають власну підсвітку як і клавіші. Спідометр (на 128 км/год) розташований зліва, тахометр і бензинометр розташовуються у правій секції. Інші допоміжні прилади є зліва від спідометра. Між тахометром та спідометром є табло для показу на якій передачі їде автобус і контролю за його станом, може встановлюватися GPRS-контроль, є VCD-телевізор з системою його керування; педалі натискаються легко з гідропневматичною системою ZF Booster, що робить навіть втиснення «у підлогу» педалі зчеплення легким; також є вентилятор для місця водія. Коробка передач у автобуса 12-ступінчаста, важіль прилягає до крісла водія, тому він дуже зручний і короткий. Зверху є рейки, по яких водії можуть затіняти лобове скло при сильному сонці; значним плюсом є потужна шумоізоляція салону завдяки якій двигун майже нечутний. У автобуса є чимало інших систем та зручностей як MSC (обмежувач максимальної швидкості руху); антиблокувальна ABS; антибуксирувальна ASR, 3 гальмівні системи включаючи пневматичну EBS, за допомогою якої кожне колесо гальмує окремо; зручності такі як туалет, кавоварка холодильник, чайник та багато чого іншого. Є ще можливості встановити інший двигун, коробку передач від MAN, інсталювати додатковий паливний бак на 400 літрів (тоді загально місткість баків збільшиться до 840 літрів).

## Характеристика моделі Neoplan N1216
Автобус Neoplan 1216 має чимало переваг та додаткових можливостей. У автобуса є 3 гальмівні системи ABS, ASR і диски ESP; система ECAS при якій кожне колесо гальмує окремо; також може встановлюватися пристрій-обмежувач максимальної швидкості руху. Автобус має незвичний та футуристичний дизайн, лінзові фари та роз'єднане бокове скло. до переваг теж можна віднести кузов з неіржавкої сталі, підвищена комфортабельність перевезення (VIP-Class 3—5 зірок), пневмоважільну підвіску яка нівелює дефекти дорожнього покриття. Автобус має зрівноважене навантаження на осі, через велике навантаження на 2 вісь було вбудовано 3 (додаткову вісь). У кузові є досить багато порожнин, у яких може триматися обладнання для миття автобуса, чайник, одноразові чашки і т.д. До плюсів безпечності належать ремені безпеки, що встановлені на усіх пасажирських місцях, сходинки обиті ворсом.
Планування місць автобуса теж досить вдале: ширина між рядами велика, характерна вада тісноти у першому ряді усунута, крісла пасажирів комфортабельні. Є система клімат-контролю і круїз-контролю (Adaptive Cruise Control) і ще 3 системи кондиціонування. Є великий вибір додаткових можливостей у цієї моделі: нехарактерна для автобусів «чорна скринька», синя ксенонова підсвітка, додатковий паливний бак, система LGS (тобто коли автобус під'їжджає близько до узбіччя подається звуковий сигнал). Також є інформаційне табло контролю за автобусом що також показує передачу на якій їде лайнер, система GPRS, відкидний VCD-телевізор у кабіні водія. Система керування автобусом покращена сервокеруванням кермової колонки (ZF Servocom) і гідропневматичною педаллю зчеплення ZF Booster.

## Технічні дані
| Параметр                                                      | Характеристика |
| ------------------------------------------------------------- | --- |
| Клас                                                          | туристичний лайнер |
| Виробник                                                      | Neoplan Bus Gmbh |
| Виробляється з                                                | 2006 року |
| Комфорт перевезення                                           | 3—5 зірок, VIP |
| Довжина кузова (без урахування бокових дзеркал), мм           | 12240 (базовий) 12290 (мод C) 13390 (мод L) |
| Ширина по модлінгу, мм                                        | 2550 |
| Висота по даху з урахування клімат-контрольної установки, мм  | 3680 (базовий) 3720 (C i L) |
| Колісна база (1—2 вісь), мм                                   | 6060 (базовий) 6200 (C) 6550 (L) |
| Колісна база (2—3 вісь), мм                                   | 1470 (однаково у C i L) |
| Кузов                                                         | вагонного компонування з заокругленими кутами, тримальний                                                                                                |
| Кількість осей                                                | 2 (базовий) 3 (С і L) |
| Шини                                                          | 295/80 R 22,5" (усі осі базового) 315/80 R 22,5" (1 вісь) 295/80 R 22,5" (2 і 3 вісь) — мод C 295/80 R 22,5" усі 3 (мод L)                               |
| Фари/світлотехніка                                            | 10 (спереду) 8+2 вогні (ззаду) |
| Бампер                                                        | приварений, нечіткий |
| Об'єм багажних відсіків, м³                                   | 10,4 (базовий) 11,4 (C i L) |
| Передній звис, мм                                             | 2920 (усі моделі) |
| Задній звис, мм                                               | 2400 (усі моделі) |
| Дорожній просвіт, мм                                          | 350 |
| Навантаження на передню вісь, кг                              | 7100 |
| Навантаження на 2 вісь, кг                                    | 11500 |
| Навантаження на 3 вісь, кг                                    | 6500 |
| Гальмівні механізми                                           | диски барабанного типу |
| Гальмівні системи                                             | 1.ABS 2. ASR 3. ECAS 4. MSC 5. стоянкова гальмівна система (для передньої осі) 6. EBS                                                                    |
| Кількість дверей (усі моделі)                                 | 2; розкриваються паралельно до кузова |
| Споряджена маса, кг                                           | не менше 12000 |
| Повна маса                                                    | 18000 (базовий) 26000 (С) 25100 (L) |
| Оббивка кузова                                                | неіржавка сталь (первинне) металопластик (вторинне) |
| Оббивка підлоги                                               | ворс, лінолеумний килим |
| Сидіння                                                       | роздільного типу, комфортабельні |
| Обладнання спинок крісел                                      | 1. міні-столики з діркою для пляшки 2. сітка для тримання речей 3. попільничка 4. педаль для ніг                                                         |
| Обігрів у салоні                                              | рідинний через спеціальний вентилятор |
| Кондиціонування                                               | 1. обдувні люки 2. індивідуальне 3. через вентилятор 4. через панель                                                                                     |
| Додаткові опції кодниціонування                               | 1. круїз-контроль 2. клімат-контроль |
| Електрика у автобусі                                          | TEPS |
| Кермова колонка                                               | ZF Servocom 8098 з гідропідсилювачем |
| Висота салону, см                                             | 206 (усі автобуси) |
| Ряди у салоні                                                 | 12—15 рядів (залежно від модифікації) |
| Місткість при повному завантаженні, чол (з урахування водіїв) | 42 (5-зірковий комфорт) 55 (3-зірковий комфорт) |
| Зручності салону                                              | VCD-телевізори; туалет, кавоварка, чайник |
| Панель приладів                                               | термопластмаса (розташування приладів і їх особливості детально описані у детальному описі моделі зверху)                                                |
| Додаткове і примітне обладнання на панелі приладів            | 1. «чорна скринька» 2. табло з показами контролю за автобусом, передача на якій їде лайнер 3. подача звукового сигналу при сильному зближенні з узбіччям |
| Коробка передач                                               | MAN Tipmatic® |
| Кількість ступенів коробки КПП                                | 6 (стандартне) 12 (додаткове встановлення) |
| Педалі                                                        | гідропневматичні, зчеплення ZF Booster |
| Склоочисники                                                  | 3 (два знизу і один зверху) |
| Двигун (дизель)                                               | MAN D2066 LOH MAN D2676 LOH |
| Розташування двигуна                                          | за задньою панеллю |
| Стандарт викидів                                              | Euro-4 |
| Потужність, кіловат                                           | 299—324 (1) 353 (2) |
| Максимальний обертальний момент, Н*м                          | 2100 (базовий) 2300 (С) 2100 (L) |
| Місткість паливного бака, літри (в усіх автобусів)            | 480+400 (додатковий бак) |
| Робочий об'єм двигуна, літри                                  | 10,500 (базовий) 12,419 (С і L) |
| Витрати пального при швидкості 60 км/год на 100 км, літри     | 29 (усі автобуси) |
| Максимальна швидкість руху, км/год                            | 128 (базовий) 120 (C) 130 (L) |